# Frankfort (Indiana)
Frankfort è una città degli Stati Uniti d'America, capoluogo della Contea di Clinton, nello Stato dell'Indiana.
La popolazione era di 16 662 abitanti nel censimento del 2000.